# 가정의학과
가정의학과(家庭醫學, 영어: family medicine, FM)은 모든 연령, 성별, 질병 및 신체 일부에 걸쳐 개인과 가족을 위해 지속적이고 포괄적인 의학 분과이다. 지속적인 의료는 환자와 의사 관계에서 일회적인 관계가 아닌, 건강 문제에 관해 오랜 기간을 걸쳐 주치의로서 지속적으로 책임을 진다는 것을 뜻한다. 포괄적인 의료는 지역사회에서 흔히 발생하는 주요한 질병 및 건강 문제를 모두 다루며 의사가 환자 진료시 질병의 치료 뿐만 아니라 예방, 재활, 건강증진의 차원에서도 접근하는 것이다. 가정의학과 의사는 온 가족을 돌보는 주치의로서 질병이 가족에 미치는 영향과 역으로 가족의 관계가 질병에 미치는 영향을 고려하여 의료를 행한다.
처음 의학 분과가 구성될 때에는 가정의학이라는 분과가 없었으나, 1950년대 이후 가정의학/일반 진료는 각 국가에 맞춘 특정한 교육 요구 사항과 함께 그 자체로 하나의 분과가 되었다. '가정'이라는 이름은 그 본질이 가족에 뿌리를 두는 것을 강조한다. 질병 예방 및 건강 증진에 초점을 맞추어 가족과 지역사회의 맥락에서 환자를 진단하고 치료하는 것이다. 세계가정의사기구(WONCA)에 따르면, 가정의학의 목표는 "가족과 지역사회의 맥락에서 개인에 대한 개인적이고 포괄적이며 지속적인 진료를 촉진하는 것"이다. 이러한 진료의 기초가 되는 가치관의 문제는 보통 일차 진료 윤리로 알려져 있다.

## 같이 보기
- 건강검진
- 생활습관병
- 대사 증후군(메터볼릭 신드롬)
- 일반의
- 건강증진